# A gdybyśmy nigdy się nie spotkali
A gdybyśmy nigdy się nie spotkali (i niepublikowane nagrania piosenek o miłości) – wydany w 2006 roku singel promocyjny z albumu Niebo Anny Marii Jopek.

## Lista utworów
1. A gdybyśmy nigdy się nie spotkali 4:16
2. Marcin 1:45
3. Jej portret (live) - z Bogusławem Mecem i Włodzimierzem Nahornym 4:11
4. Patrzę na Ciebie (live) 3:01
5. Exsultate, jubilate K165 (Tu Virginum Corona) 3:22
6. A gdybyśmy nigdy się nie spotkali (jam session duet) 4:00